# Franz Xaver Gegenbauer
Franz Xaver Gegenbauer (* 8. Juli 1764 in Kirchberg am Wagram; † 23. September
1827 in Fels am Wagram) war österreichischer Lehrer und Komponist.

## Leben
Als Sohn des Schullehrers und Regenschori Ignatz Leopold Gegenbauer in Kirchberg am Wagram geboren, erhielt er eine hervorragende musikalische Ausbildung. Zunächst war er unter der Leitung des Domkapellmeisters Leopold Hoffmann Sängerknabe im Stephansdom zu Wien, wo sein Großvater Johann Adam Gegenbauer als Subkantor und Kopist tätig war; mit etwa zehn Jahren wurde er Kapellsänger im Schottenstift und erhielt dort auch Violinunterricht durch Thaddäus Huber. Nach seinem Stimmbruch wurde er von Josef Starzer im Generalbass und im Orgelspiel unterwiesen. Im Jahr 1782 war er in Melk bei seinem Schwager, dem Schullehrer und Stiftsorganisten Franz Schneider, als Schulgehilfe tätig. 1785 legte Gegenbauer 21-jährig die Lehrerprüfung in Korneuburg ab und erhielt 1786 die Stelle des Schullehrers in Fels am Wagram, wo er bis zu seinem Lebensende blieb.
Ab 1791 war er mit Anna Bichler verheiratet.

## Werke
Sein Werk umfasst 14 Messen, zwei Requien und mehrere kleinere Kirchenkompositionen.